# Lenuzzis hästsko

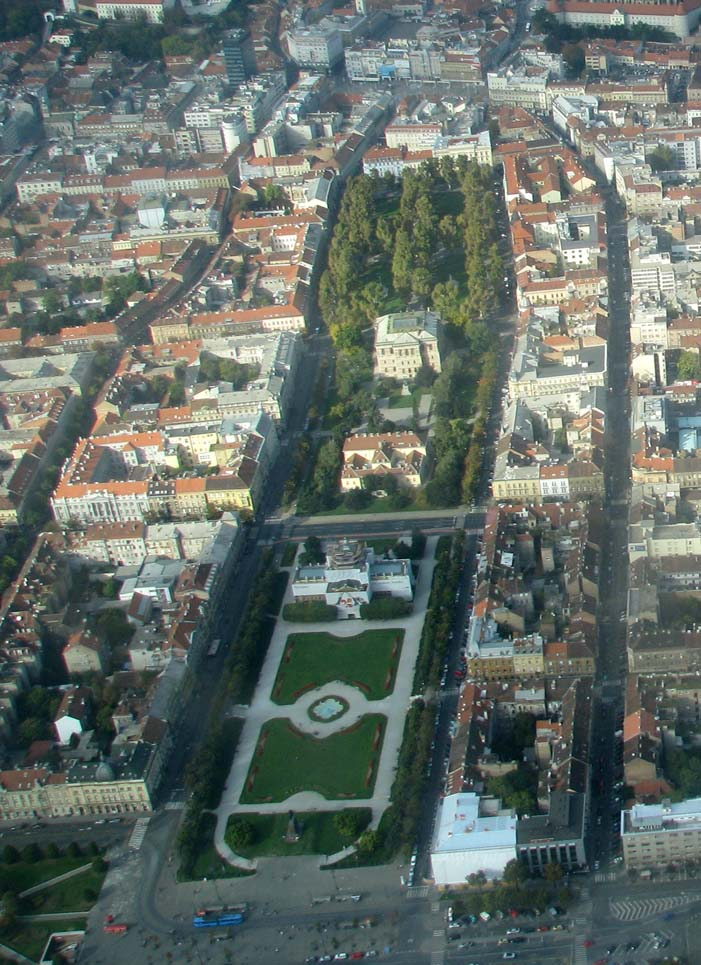
Östra delen av Lenuzzis hästsko.

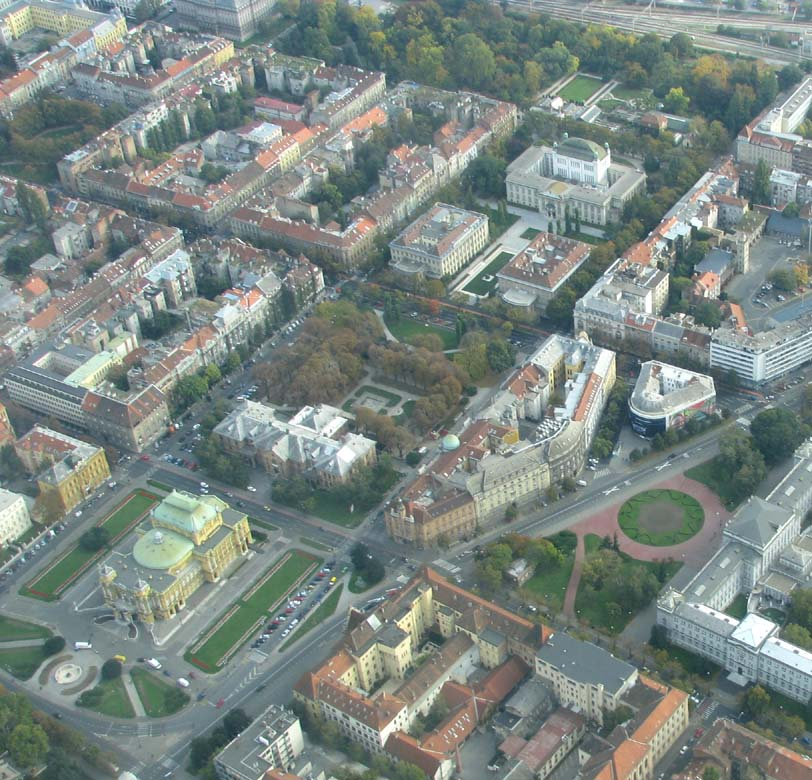
Västra delen av Lenuzzis hästsko.

Lenuzzis hästsko (kroatiska: Lenuzzijeva/Lenucijeva potkova) eller Gröna hästskon (Zelena potkova) är en sammanhängande serie av parker och torg i de centrala delarna av Zagreb i Kroatien. De ligger i Nedre staden och anlades stegvis under 1800-talets andra hälft. Den hästskoformade serien av parker och torg är uppkallad efter den kroatiska arkitekten och stadsplaneraren Milan Lenuzzi (Lenuci) som till stora delar var inblandad i dess utformning. Vid torgen ligger flera av Zagrebs mest framstående byggnader.  

## Historik
I början av 1800-talet tillhörde den framtida Nedre staden fortfarande Zagrebs perifera utkanter. Området mellan Övre staden och den framtida centralstationen var till stora delar obebyggt. Utvecklingen av en social och kulturell medvetenhet om staden som en representant för dess invånare och nationen skulle komma att definiera Zagrebs fortsatta utveckling. Zagreb skulle komma att bli en stad jämförbar men andra provinshuvudstäder inom Dubbelmonarkin.
Stadsplanerna från 1857 och 1865 skulle komma att ligga till grund för Nedre stadens fortsatta utveckling. Uppförandet av nya representativa byggnader med tillhörande parker skulle komma att forma ett sammanhängande hästskoformat grönområde i den nya urbaniserade Nedre staden.
Nikola Šubić Zrinskis torg omformades till en allmän park 1870-1873. Den blev därmed den första parken i Lenuzzis hästsko. Följande år anlades Akademiska torget (idag Josip Juraj Strossmayers torg) och Frans Josef I:s torg (idag Kung Tomislavs torg). Vid slutet av 1800-talet var den östra delen av Lenuzzis hästsko fullbordad. 
Från 1880 och uppförandet av nya byggnader, däribland Nationateatern, skulle den västra delen av Lenuzzis hästsko börja ta form. Idéer för den södra delen av "hästskon" fanns redan i stadsplanen från 1857 men skulle komma att besannas först 1884 då platsen för Zagrebs botaniska trädgård utsetts.

## Torg, parker och byggnader
Vid Lenuzzis hästsko och dess serie av torg, parker och anläggningar i Nedre staden ligger flera framträdande byggnader som bland annat rymmer museer, institutioner och myndigheter. Lenuzzis hästsko består av följande torg och parker:
| Torg                          | Kroatiskt namn                | Framträdande byggnader, institutioner etc. (urval)                       |
| ----------------------------- | ----------------------------- | ------------------------------------------------------------------------ |
| Nikola Šubić Zrinskis torg    | Trg Nikole Šubića Zrinskog    | Arkeologiska museet, utrikesdepartementet                                |
| Josip Juraj Strossmayers torg | Trg Josipa Jurja Strossmayera | Moderna galleriet, konst- och vetenskapsakademin, Vranyczanypalatset     |
| Kung Tomislavs torg           | Trg kralja Tomislava          | Centralstationen, konstpaviljongen                                       |
| Ante Starčevićs torg          | Trg Ante Starčevića           |                                                                          |
| Botaniska trädgården          | Botanički vrt                 |                                                                          |
| Marko Marulićs torg           | Trg Marka Marulića            | Statsarkivet                                                             |
| Ivan Mažuranićs torg          | Trg Ivana Mažuranića          | Dramatiska konstakademin, etnografiska museet                            |
| Marskalk Titos torg           | Trg maršala Tita              | Konst- och hantverksmuseet, musikakademin, nationateatern, universitetet |

### Fotnoter
1. ↑  Kroatiska statstelevisionen Arkiverad 26 april 2015 hämtat från the Wayback Machine. (kroatiska)
2. 1 2  ”Donji grad” (på kroatiska). Zagrebs stadsmuseum. Arkiverad från originalet den 7 augusti 2014. https://archive.is/20140807232507/http://www.mgz.hr/hr/postav/donji_grad. Läst 7 augusti 2014.